# ایمی ویلیامز (تنیس‌باز)
ایمی ویلیامز (انگلیسی: Amy Williams) یک تنیس‌باز اهل ایالات متحده آمریکا است.